# Brilliant Minds (TV-serie)
Brilliant Minds är en amerikansk dramaserie i sjukhusmiljö som hade premiär på NBC den 23 september 2024. Den första säsongen som består av 13 avsnitt är skapad av Michael Grassi.

## Handling
Serien kretsar kring Oliver Wolf och hans läkarteam som med okonventionella metoder utforskar det mänskliga minnet.

## Rollista (i urval)
- Zachary Quinto - Dr Oliver Wolf
- Tamberla Perry - Dr Carol Pierce
- Ashleigh LaThrop - Dr Ericka Kinney
- Alex MacNicoll - Dr Van Markus
- Aury Krebs - Dr Dana Dang
- Spence Moore II - Dr Jacob Nash
- Teddy Sears - Dr Josh Nichols
- Donna Murphy - Dr  Muriel Landon
- Alex Ozerov-Meyer - John Doe
- Rainbow Sun Francks - Morris Allen
- Julia Chan - Alison Zhang-Whitaker
- Mandy Patinkin - Dr Noah Wolf